# 粗皮角蟾
粗皮角蟾（学名：Boulenophrys palpebralespinosa）为角蟾科布角蟾属的两栖动物。在中国大陆，分布于云南等地，常生活于常绿阔叶林中的小溪、水流少而缓以及多为山溪的源头处。其生存的海拔范围为1500至1800米。该物种的模式产地在越南。

## 保护
本种于2023年被收录入《有重要生态、科学、社会价值的陆生野生动物名录》。